# Marian Dziędziel
Marian Dziędziel (Gołkowice, 5 agosto 1947) è un attore polacco.
Ha ricevuto tre nomination ai premi Polskie Nagrody Filmowe come miglior attore vincendolo una volta per il suo ruolo in Wesele (2004) e una nomination agli European Film Awards 2005 per la stessa interpretazione. Nella sua carriera decennale, Dziędziel è apparso in più di cento film e serie televisive.

## Filmografia parziale
- Boris Godunov, regia di Sergej Bondarčuk (1986)
- Mój Nikifor, regia di Krzysztof Krauze (2004)
- Wesele, regia di Wojtek Smarzowski (2004)
- Vinci, regia di Juliusz Machulski (2004)
- Komornik, regia di Feliks Falk (2005)
- Dom zły, regia di Wojtek Smarzowski (2009)
- 1920 La battaglia di Varsavia (1920 Bitwa warszawska), regia di Jerzy Hoffman (2011)
- Róża, regia di Wojtek Smarzowski (2011)
- Pod Mocnym Aniołem, regia di Wojtek Smarzowski (2014)